# Norbert Elias
Norbert Elias (tiếng Đức: [eˈliːas]; 22 tháng 6 năm 1897 – 1 tháng 8 năm 1990) là một nhà xã hội học người Đức, và sau đó trở thành công dân Anh. Ông đặc biệt nổi tiếng với lý thuyết về các quá trình văn minh hóa và phi văn minh hóa dân sự.

## Tiểu sử
Elias sinh ngày 22 tháng 6 năm 1897 tại Breslau (ngày nay là Wrocław) thuộc tỉnh Silesia của Phổ. Cha mẹ ông là Hermann và Sophie Gallewski. Cha của ông là một doanh nhân trong ngành dệt may. Sau khi vượt ngục vào năm 1915, ông tình nguyện gia nhập quân đội Đức trong Thế chiến thứ nhất và được tuyển dụng làm điện báo viên, đầu tiên là ở mặt trận phía Đông, sau đó ở mặt trận phía Tây. Sau khi bị suy nhược thần kinh vào năm 1917, ông được tuyên bố là không đủ sức khỏe để phục vụ và được đưa đến Breslau để khám chữa bệnh. Cùng năm đó, Elias bắt đầu theo học triết học, tâm lý học và y học tại Đại học Breslau, bên cạnh việc học một kỳ tại các trường đại học Heidelberg (nơi ông tham dự các bài giảng của Karl Jaspers) và Freiburg vào năm 1919 và 1920. Ông bỏ ngành y vào năm 1919 sau khi vượt qua kỳ kiểm tra sơ bộ (Physikum). Để trang trải cho việc học của mình sau khi tài sản của cha mình bị mất mát do siêu lạm phát, ông đã nhận việc làm trưởng bộ phận xuất khẩu của một nhà máy thiết bị địa phương vào năm 1922. Năm 1924, ông tốt nghiệp luận án tiến sĩ triết học mang tên Idee und Individualuum (Ý tưởng và Cá nhân) do Richard Hönigswald, một đại diện của chủ nghĩa tân Kant, giám sát. Thất vọng về sự vắng mặt của khía cạnh xã hội từ chủ nghĩa tân Kantian, vốn đã dẫn đến một cuộc tranh cãi nghiêm trọng với người giám sát về luận án của mình, Elias quyết định chuyển sang nghiên cứu xã hội học.